# Rollin 60 Neighborhood Crips
Les Rollin 60 Neighborhood Crip sont un gang de rue basé à Los Angeles, en Californie. En 1975, les Rollin' 60's se formèrent en tant que faction du plus connu et plus important gang des Crips, plus précisément des Westside Crips.
Ils devinrent tristement célèbres quand plusieurs hommes identifiés comme étant membres des Rollin' 60 furent arrêtés par la police au cours de divers investigations pour une affaire de meurtres, celle de la famille de Kermit Alexander, une icône du football américain.
Selon le journal Los Angeles Daily News, le quartier où opèrent les Rollin' 60 est « le plus large gang de rue à activités criminelles composé de noirs de toute la ville de Los Angeles avec plus de 1 000 membres actifs. »